# Pierre Toussaint

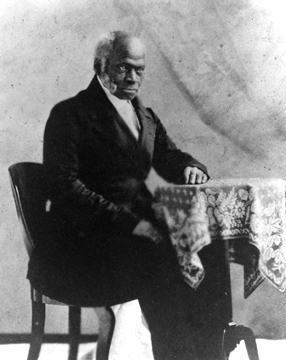
Pierre Toussaint

Pierre Toussaint (* um 1766, Port-au-Prince, Saint-Domingue; † 30. Juni 1853, New York City, Vereinigte Staaten) war ein katholischer Laie und Sklave. Papst Johannes Paul II. erhob Toussaint am 18. Dezember 1996 zum ehrwürdigen Diener Gottes.

## Leben
Pierre Toussaint wurde um 1766 in der damaligen französischen Kolonie Saint-Domingue, dem heutigen Haiti, geboren. Sein Besitzer, Jean Jacques Bérard, brachte ihn nach New York, wo Toussaint eine Ausbildung zum Friseur erhielt. Neben seinem handwerklichen Geschick erwarb er auch Kenntnisse im Lesen und Schreiben. Durch seine Arbeit als Friseur gewann er rasch Ansehen und zählte zahlreiche wohlhabende Frauen der Oberschicht zu seiner Kundschaft, was ihm ein beachtliches Einkommen sicherte.
Nach dem finanziellen Ruin und dem Tod Jean Jacques Bérards unterstützte Toussaint dessen Witwe heimlich und ermöglichte ihr so ein Leben in Würde. Als Ausdruck ihrer Dankbarkeit und in Anerkennung seiner Loyalität entließ sie ihn am 2. Juli 1807, kurz vor ihrem Tod, aus der Sklaverei. Am 5. August 1811 heiratete Toussaint Juliet Noel, eine Frau, die er zuvor freigekauft hatte.
Mit dem von ihm erwirtschafteten Vermögen erwarb Toussaint ein Haus, das nicht nur seiner Familie als Wohnsitz diente, sondern auch als Zufluchtsort für bedürftige Frauen, afroamerikanische Kinder und verarmte katholische Priester. Sein soziales Engagement zeigte sich besonders in seinen karitativen Aktivitäten: Er sammelte Geld für wohltätige Zwecke, darunter die Errichtung eines Waisenhauses der Barmherzigen Schwestern von Mutter Seton, sowie für den Bau der St. Patrick’s Cathedral in New York. Darüber hinaus förderte Toussaint die Einrichtung der ersten katholischen Schule für afroamerikanische Kinder und unterstützte die Gründung der Oblaten der Vorsehung, einer Ordensgemeinschaft für afroamerikanische Schwestern.
Pierre Toussaint verstarb am 30. Juni 1853 in New York. In Anerkennung seiner Verdienste und seines außergewöhnlichen Wirkens wurden seine sterblichen Überreste 1990 in die Krypta der St. Patrick’s Cathedral überführt. Am 18. Dezember 1996 wurde Toussaint von Papst Johannes Paul II. zum ehrwürdigen Diener Gottes erhoben.